# ألعاب المحيط الهادئ
ألعاب المحيط الهادئ (بالإنجليزية: Pacific Games)‏، (بالفرنسية: Jeux du Pacifique)‏ ، هي حدث رياضي قاري متعدد الألعاب يُعقد كل أربع سنوات بين رياضيين من أوقيانوسيا. أقيمت الألعاب الافتتاحية في عام 1963 في سوفا عاصمة فيجي، وأخيرًا في عام 2023 في هونيارا عاصمة جزر سليمان. كانت الألعاب تُسمى ألعاب جنوب المحيط الهادئ من عام 1963 إلى عام 2007. ينظم مجلس ألعاب المحيط الهادئ (بالإنجليزية: Pacific Games Council)‏ (PGC) الألعاب ويشرف على استعدادات المدينة المضيفة. يضمن الرياضيين ذوي الإعاقة بصفة أعضاء كاملين في فرقهم الوطنية. في كل حدث رياضي، تُمنح الميداليات الذهبية للمركز الأول، وتُمنح الميداليات الفضية للمركز الثاني، وتُمنح الميداليات البرونزية للمركز الثالث.
استضافت عشر مدن مختلفة في سبع دول وأقاليم ألعاب المحيط الهادئ. استضافت أربع دول الألعاب ثلاث مرات: فيجي (1963، 1979، 2003)، وكاليدونيا الجديدة (1966، 1987، 2011)، وبابوا غينيا الجديدة (1969، 1991، 2015) وساموا (1983، 2007، 2019). ستصبح بولينيزيا الفرنسية، التي استضافت الألعاب في عامي 1971 و1995، الدولة الخامسة التي تستضيف الألعاب للمرة الثالثة في عام 2027. استضافت منطقة غوام التابعة للولايات المتحدة الألعاب مرتين في عامي 1975 و1999. استضافت جزر سليمان الحدث لأول مرة في عام 2023.
حضرت ست دول فقط كل نسخة من ألعاب المحيط الهادئ وهي فيجي وبولينيزيا الفرنسية (تاهيتي) وكاليدونيا الجديدة وبابوا غينيا الجديدة وتونغا وفانواتو. سيطرت كاليدونيا الجديدة على 14 من أصل 17 دورة ألعاب المحيط الهادئ، بينما سيطرت بابوا غينيا الجديدة على اثنتين، وفيجي على دورة واحدة.

## قائمة ألعاب المحيط الهادئ

### الدورات
| السنة | النسخة | المدينة المستضيفة | الدولة                      | الشخص المسؤول عن الافتتاح | الرياضات | الفعاليات   | الفرق | تاريخ البداية | تاريخ الاختتام | المتنافسون  | الصدارة             | المصادر |
| ----- | ------ | ----------------- | --------------------------- | ------------------------- | -------- | ----------- | ----- | ------------- | -------------- | ----------- | ------------------- | ------- |
| 1963  | I      | سوفا              | فيجي                        | السير كينيث مادوك         | 10       | 58          | 13    | 29 أغسطس      | 8 سبتمبر       | 646         | فيجي                |         |
| 1966  | II     | نوميا             | كاليدونيا الجديدة           | غير معروف                 | 12       | 86          | 14    | 8 ديسمبر      | 18 ديسمبر      | 1200        | كاليدونيا الجديدة   |         |
| 1969  | III    | بورت مورسبي       | إقليم بابوا وغينيا الجديدة  | الأمير إدوارد             | 15       | 95          | 12    | 13 أغسطس      | 23 أغسطس       | 1150        | كاليدونيا الجديدة   |         |
| 1971  | IV     | بابيتي            | تاهيتي (بولينيزيا الفرنسية) | بيير مسمر                 | 17       | 117         | 14    | 25 أغسطس      | 5 سبمتبر       | 2000        | كاليدونيا الجديدة   |         |
| 1975  | V      | تاموننغ           | غوام                        | ريكاردو بوردالو           | 16       | 119         | 13    | 1 أغسطس       | 10 أغسطس       | 1205        | كاليدونيا الجديدة   |         |
| 1979  | VI     | سوفا              | فيجي                        | غير معروف                 | 18       | 129         | 19    | 28 أغسطس      | 8 سبمتبر       | 2672        | كاليدونيا الجديدة   |         |
| 1983  | VII    | أبيا              | ساموا الغربية               | ماليتوا تانونافيلي الثاني | 15       | 97          | 13    | 5 سبمتبر      | 16 سبمتبر      | 2500        | كاليدونيا الجديدة   |         |
| 1987  | VIII   | نوميا             | كاليدونيا الجديدة           | غير معروف                 | 18       | 159         | 12    | 8 ديسمبر      | 20 ديسمبر      | 1650        | كاليدونيا الجديدة   |         |
| 1991  | IX     | بورت مورسبي       | بابوا غينيا الجديدة         | الأمير أندرو              | 17       | 164         | 16    | 7 سبتمبر      | 21 سبتمبر      | 2000        | بابوا غينيا الجديدة |         |
| 1995  | X      | بابيتي            | تاهيتي (بولينيزيا الفرنسية) | غير معروف                 | 25       | 253         | 12    | 25 أغسطس      | 5 سبمتبر       | 2000        | كاليدونيا الجديدة   |         |
| 1999  | XI     | سانتا ريتا        | غوام                        | غير معروف                 | 22       | 233         | 21    | 29 مايو       | 12 يونيو       | 3000+       | كاليدونيا الجديدة   |         |
| 2003  | XII    | سوفا              | فيجي                        | جوزيفا إيلويلو            | 32       | 309         | 22    | 28 يونيو      | 12 يوليو       | 5000        | كاليدونيا الجديدة   |         |
| 2007  | XIII   | أبيا              | ساموا                       | توفوغا إيفي               | 33       | 305         | 22    | 25 أغسطس      | 8 سبتمبر       | 5000        | كاليدونيا الجديدة   |         |
| 2011  | XIV    | نوميا             | كاليدونيا الجديدة           | نيكولا ساركوزي            | 27       | 305         | 22    | 27 أغسطس      | 10 سبمتبر      | 4300        | كاليدونيا الجديدة   |         |
| 2015  | XV     | بورت مورسبي       | بابوا غينيا الجديدة         | الأمير أندرو              | 28       | 300         | 24    | 4 يوليو       | 18 يوليو       | 3700        | بابوا غينيا الجديدة |         |
| 2019  | XVI    | أبيا              | ساموا                       | فآليتوا سوالافي الثاني    | 26       | 322         | 24    | 7 يوليو       | 20 يوليو       | 3500        | كاليدونيا الجديدة   |         |
| 2023  | XVII   | هونيارا           | جزر سليمان                  | ماناسيه سوغافارا          | 24       | 342         | 24    | 19 نوفمبر     | 2 ديسمبر       | 5000        | كاليدونيا الجديدة   | [ 1 ]   |
| 2027  | XVIII  | بيراي             | تاهيتي                      | لم يقرر بعد               | 24       | لم يقرر بعد | 24    | 24 يوليو      | 8 أغسطس        | لم يقرر بعد | لم يقرر بعد         |         |
| 2031  | XIX    | نوكو ألوفا        | تونغا                       | لم يقرر بعد               | 24       | لم يقرر بعد | 24    | لم يقرر بعد   | لم يقرر بعد    | لم يقرر بعد | لم يقرر بعد         |         |